# Base élèves 1er degré

Base élèves 1er degré (appelé aussi BE1D ou Base-élèves) est une application d’aide à l’inscription des élèves et à la gestion pour les directeurs d’école et les mairies de France. Elle a été déployée à partir de 2007.
Sa mise en place s'est accompagnée de contestations médiatisées de parents d'élèves et d'enseignants qui craignaient un fichage des enfants et des familles. Ce mouvement a conduit à l'été 2008 le ministre de l'Éducation nationale Xavier Darcos à prendre la décision de retirer les informations à polémique comme la nationalité, l'année d'arrivée en France, l'enseignement de la langue et la culture d'origine.

## Description
Depuis plus de quinze ans, les actes de gestion relatifs aux élèves du second degré utilisent comme identifiant pour chaque élève une immatriculation administrative (INE : pour Identifiant National Élève pour les étudiants). Cette identification est utilisée pour la gestion des examens, des bourses, de la scolarité à partir de l'université et des inscriptions dans l'enseignement supérieur. 
Base-élèves se présente sous la forme d'un système de saisie et de gestion informatiques par Internet de tous les élèves des écoles maternelles, élémentaires et primaires en France. Il renferme les données familiales (personne à contacter d'urgence : adresse, numéros de téléphone,  etc.) et facilite la gestion des écoles pour les directeurs.
Les données sont stockées dans une base académique. Aucune « administration extérieure » ne peut y accéder ; seules les mairies, peuvent demander à utiliser cette application.
Les Caisses d'allocations familiales ou toute autre administration ayant d’autres finalités que l’inscription scolaire ne peuvent pas utiliser Base élèves.
Les données nominatives sont visibles jusqu’au niveau de l’inspection académique et anonymées au niveau du rectorat et de l’administration centrale. L'anonymat peut être levé selon des besoins et des limites encadrés par la loi pour les besoins de gestion scolaire des mairies, les rectorats et l’administration centrale du ministère n’ont pas d’accès à l’application et ne reçoivent que des statistiques anonymes.
L'application a été déclarée à la Commission nationale de l'informatique et des libertés (CNIL) le 24 décembre 2004.
En 2007, 80 départements français utilisent l'application.
Cette application contient: 
- l'identifiant national de l'élève (INE) :
- l'état civil de l'enfant : les données obligatoires sont le nom de famille et d'usage, le prénom, la civilité, le sexe, la date de naissance, le lieu de naissance (Pays Inconnu est disponible), la commune et le département (renseignements indisponibles si le pays est inconnu), son adresse de résidence et sa situation familiale ;
- l'identification du ou des responsables légaux de l'enfant : nom, prénoms, lien avec l'élève, coordonnées, autorisations, assurances scolaires ;
- le cursus scolaire qui contient : le nom de l'école, le niveau, le cycle, les compétences acquises et les groupes d'enseignement.

Le décret  MENE0824968A du 1er novembre 2008 est disponible sur Legifrance JORF n°0256 du 1 novembre 2008
Les données concernant les élèves du second degré sont enregistrées dans la base Sconet mise en place en 2006.
Durant l'année scolaire 2009-2010 l'ensemble des données hébergées auparavant au CATEL d'Orléans (le centre informatique du rectorat d'Orléans-Tours), ont été reprises par chaque académie.

## Objectifs
Cet outil informatique vise à :
- être une aide à la gestion des élèves pour les directeurs
- un partage des données en temps réel entre les mairies et les directeurs d'école. Les mairies ont l'obligation que tous les enfants de moins de 16 ans de leur commune soient scolarisés ou déclarés comme bénéficiaires de l'enseignement en famille.
- assurer un suivi du parcours et de la scolarité des élèves.
- faciliter le travail administratif du directeur d'école.
- faciliter les échanges d'informations entre les inspecteurs de circonscription et les inspecteurs d'académie.
- remplacer l'enquête 19. Elle permettait de réaliser un comptage du nombre d'élèves à la rentrée scolaire sur un formulaire papier. Passer sur une application informatique permet de détecter plus facilement les fraudes (élèves comptés deux fois afin de surestimer l'effectif d'une classe pour qu'elle reste ouverte).

## Controverses et contestations
Les premières versions du textes ont fait craindre à certaines associations que la base ne puisse être détournée de son usage premier (gestion des écoles) pour, par exemple, intervenir dans le contrôle des flux migratoires ou être utilisée pour repérer l'absentéisme (et par exemple supprimer les allocations familiales des fautifs).
En janvier 2008, des syndicalistes de l'Éducation nationale affirment que l'anonymat peut être levé en fonction des besoins de l'administration. Selon eux « Base-Élèves n’est pas un outil au service des besoins éducatifs de la jeunesse, c’est l'instrument d’une politique sécuritaire et policière ». Une pétition est immédiatement mise en place sur Internet pour demander la suppression de « base-élèves ».
Sous la pression de ce mouvement relayé par la presse, le ministère a supprimé les champs controversés comme la nationalité, l'année d'arrivée en France, l'enseignement de la langue et la culture d'origine, afin de ne pas donner d'arguments aux protestataires. Cette nouvelle version de base élèves 1er degré est présentée le jour de la Toussaint 2008. Cette version allégée satisfait en partie la Ligue française pour la défense des droits de l'homme et du citoyen qui déclare que « la mobilisation paye » même si elle maintient un appel à « la plus grande vigilance » en ce qui concerne l'« identifiant national élèves ».
Selon la CNIL, la base élèves n'est pas interfacée avec d'autres logiciels, à part la « Base nationale des identifiants élèves » pour l'attribution d'un « identifiant élève ». Le maire ne connaît pas le nom des enfants ayant bénéficié de soutien scolaire ou de suivi psychologique. Par ailleurs, des logiciels de partage d'informations administratives entre les écoles et la mairie existent de longue date dans de nombreuses villes comme la ville de Paris avec le logiciel Gepi.
La LDH-Toulon met en garde contre les risques que poserait par l'établissement d'un système national centralisé d'identification des élèves  dont base-élève et l'attribution d'un unique numéro d'étudiant (INE) sont le fondement.
Le Collectif national de résistance à « Base élèves » (CNRBE), en lutte depuis 2008, a porté l'affaire devant le Comité des droits de l'enfant (comité d'experts de l'ONU) qui a demandé des explications à la France fin mars 2009. Après avoir entendu les représentants de la France le 12 juin, le comité a rendu son rapport dans lequel il se déclare « préoccupé par l’utilisation » de cette application à des « fins telles que la détection de la délinquance et des enfants migrants en situation irrégulière et par l’insuffisance de dispositions légales propres à prévenir son interconnexion avec les bases de données d’autres administrations »,.
« Depuis le mois de mars 2009, 2 080 plaintes ont été déposées dans 39 TGI en France » par des parents d'élèves pour dénoncer « l'illégalité des Bases élèves », relève Lyon Capitale en mai 2010.
Le 30 juin 2010, le rapporteur public du Conseil d'État a rendu un avis très critique à l'égard du dispositif en proposant de « remettre à plat tous les textes régissant le fonctionnement de Base Élèves »,.
Le 14 juillet 2010, le Parquet de Paris a classé sans suite les 2 103 plaintes déposées par des parents d'élèves contre Base-élèves « tout en adressant un rappel à la loi au service juridique du ministère de l'Éducation nationale » souligne Le Figaro.
Le 19 juillet 2010, le Conseil d'État annule partiellement les dispositions mettant en œuvre la « base élèves 1er degré » et la « base nationale des identifiants élèves », et demande au gouvernement de procéder à diverses régularisations dans la mise en œuvre de ces traitements automatisés,,.
Le 14 juin 2012, le tribunal administratif de Bastia reconnaît à deux familles corses que leur revendication du droit d’opposition repose sur des motifs légitimes.